# Aschau im Chiemgau
Aschau im Chiemgau település Németországban, azon belül Bajorországban. Lakosainak száma 5802 fő (2023. december 31.). Aschau im Chiemgau Bernau am Chiemsee, Frasdorf, Samerberg, Walchsee, Rettenschöss, Niederndorferberg, Erl, Schleching és Grassau községekkel határos.

## Népesség
A település népessége az elmúlt években az alábbi módon változott:
| Lakosok száma | 553  | 1557 | 3313 | 3889 | 5497 | 5577 | 5685 | 5765 | 5717 | 5802 |
|               | 1875 | 1950 | 1975 | 1987 | 2012 | 2014 | 2016 | 2017 | 2021 | 2023 |

A városban élt Hans Clarin színész, aki évtizedekig adta német nyelvterületen Pumukli hangját.